# Зенкевич Павло Болеславович
Павло́ Болесла́вович Зенке́вич (1886—1942) — актор, антрепренер, диригент оперети, музичний перекладач, театральний критик.

## З життєпису
Народився 27 липня 1886 року в Полоцькій губернії. Через місяць після народження втратив матір — померла від післяпологових сухот, виховувався тіткою. Закінчив зі срібною медаллю Імператорську Миколаївську Царськосєльську гімназію.
Стає театральним та музичним діячем. Переклав та переробив лібрето оперет німецьких й французьких композиторів, як-то Жака Оффенбаха, Жильбера, інших.
Виступав у театрі — як актор, антрепренер, диригент оперети, театральний критик. Працював в Одесі, Ризі, Ростові-на-Дону, Херсоні, інших містах.
Бере другий шлюб — з акторкою одеситкою Софією Олександрівною Свободіною. В часі революційних подій у подружжя в Херсоні народжується дочка Євгенія, з огляду на її захворювання (сухоти) родина переїздить до Москви, де на зміну сухотам у доньки розвивається кістковий туберкульоз.
Тоді ж починає працювати в московському товаристві російських драматичних письменників та оперних композиторів, одночасно займався перекладами зі слов'янських мов, англійської та французької. Потоваришував з Булгаковим, з яким музикували на роялі. Підтримував тісні стосунки з Мандельштамами, дочка Павла Зенкевича Євгенія стала третьою дружиною Євгена Мандельштама.
1930 року товариство письменників і композиторів об'єднується з Драмсоюзом, Анатолій Луначарський складає повноваження, замість нього стає драматург та партпрацівник В. Тронін, із яким склалися напружені відносини. Через декілька днів Зенкевича та ще двох митців арештовують по наклепу, просиділи близько 3 місяців, були виправдані та відновлені на роботі.
1936 року по наклепу Павла Зенкевича арештовують зі звинуваченням, що входив до складу групи «українських націоналістів-літературних працівників», що займалася антирадянською агітацією. Керівником групи «оголошений» Ігор Поступальський. До групи також нібито входили поет Володимир Нарбут, перекладач Павло Карабан та літературознавець Б. А. Навроцький. Усі вони були засуджені до 5 років позбавлення волі, восени того ж року були на Колимі.
Павло Зенкевич помер у колимському таборі 4 квітня 1942 року від крупозного запалення легень, там же й похований.
Посмертно реабілітований 1956 року.